# Leandro Delgado
Leandro Javier Delgado Plenkovich (* 15. Juli 1982 in Valdivia) ist ein ehemaliger chilenischer Fußballspieler. Der Innenverteidiger absolvierte ein Länderspiel für Chile und wurde auf Vereinsebene 2008 chilenischer Meister. Neben der chilenischen besitzt Delgado auch die kroatische Staatsangehörigkeit.

## Karriere

### Verein
Leandro Delgado begann seine Karriere 2003 in der Profimannschaft von Deportes Puerto Montt, die in der Primera División spielte. Durch seine guten Leistungen beim Klub wurden andere Vereine auf den jungen Innenverteidiger aufmerksam. 2007 wechselte er zum CD Cobreloa und 2008 zu Everton, mit dem er die Meisterschaft der Apertura 2008 gewinnen konnte. Nach weiteren Stationen in Chiles erster Liga, unter anderem bei Rekordmeister CSD Colo-Colo, kam Delgado 2013 zu Deportes Iquique. Mit den himmelblauen Drachen, wie das Team auch genannt wird, gewann Delgado 2013/14 die Copa Chile. 2014 ging Delgado zum CD Huachipato und ließ seine Karriere bei seinem Heimatverein in Puerto Montt ausklingen.

### Nationalmannschaft
Leandro Delgado absolvierte im Dezember 2011 sein einziges Länderspiel für die La Roja beim 3:2-Erfolg im Freundschaftsspiel gegen Paraguay.

## Erfolge
Everton
- Primera División: 2008-A

Deportes Iquique
- Copa Chile: 2013/14